# VF Corporation
VF Corporation — американская компания, которая разрабатывает дизайн и продаёт одежду, обувь, сумки, рюкзаки, а также спортивный и туристический инвентарь. Основными брендами компании являются The North Face, Vans, Timberland и Dickies. Штаб-квартира расположена в Денвере (штат Колорадо).

## История
Компания была основана в Рединге (штат Пенсильвания) в 1899 году под названием Reading Glove and Mitten Manufacturing Company («Компания Рединга по производству перчаток и рукавиц»). Компания выпускала вязанные и шёлковые перчатки. Учредителями компании были 8 предпринимателей, но к 1911 году единоличным владельцем стал Джон Барби (John Barbey). В 1913 году название компании было изменено на Schuylkill Silk Mills («Шёлкопрядильная фабрика Шуйлкилла»). В 1914 году было начато производство женского нижнего белья из шёлка; в 1917 года для этой продукции была зарегистрирована торговая марка Vanity Fair («Ярмарка тщеславия»). В 1919 году торговая марка была закреплена в новом названии компании — Vanity Fair Silk Mills. В 1937 году, из-за активного образования профсоюзов в Пенсильвании, производство было перенесено на новую фабрику в Монровиле (штат Алабама).
После смерти Джона Барби в 1937 году компанию возглавил его сын, Джон Эдвард Барби (J. E. Barbey). С началом Второй мировой войны было введено эмбарго на шёлк, компания перешла на производство нижнего белья из вискозы, а с 1948 года — из нейлона. В 1951 году компания провела первичное публичное предложение, с 1966 года её акции котируются на Нью-Йоркской фондовой бирже. В 1958 году компания вышла на рынок Великобритании, создав совместное предприятие с компанией Wolsey.
В 1959 году компанию возглавил Сэнфорд Ли (Manford O. Lee). Под его руководством компания начала расти за счёт поглощений. Первым крупным приобретением стал производитель джинсов H.D. Lee Company в 1969 году. Также в этом году была куплена Berkshire International Corporation, один из крупнейших в мире производителей чулков. После этих приобретений Vanity Fair Mills сменила название на VF Corporation. В 1971 году был куплен производитель недорогой женской одежды Kay Windsor. В 1977 году оборот компании составлял 470 млн долларов, чистая прибыль — 28 млн долларов.
В 1982 году новым главой VF Corporation стал Лоуренс Пью (Lawrence R. Pugh). В следующие годы компания запустила новые линии нижнего белья и одежды, расширила свою розничную сеть и вкладывала большие средства в рекламу. В 1984 году были куплены компании Modern Globe (нижнее бельё) и Bassett-Walker (спортивная одежда). В 1986 году за 756 млн долларов была куплена Blue Bell Holding Company, выпускаашая джинсы под брендом Wrangler, также ей принадлежали бренды Rustler (джинсы), Jantzen (купальники и спортивная одежда, продан в 2002 году), JanSport (рюкзаки и ранцы), Red Kap (профессиональная одежда). В 1991 году был куплен производитель детской одежды Healthtex. В 1992 году были приобретены 3 европейских производителя нижнего белья: Valero Group и Jean Bellanger Enterprises во Франции и Vives Vidal в Испании. В 1992 году выручка компании достигла 3 млрд долларов. В январе 1994 года были куплены производители спортивной одежды Nutmeg Industries и H.H. Cutler Company.

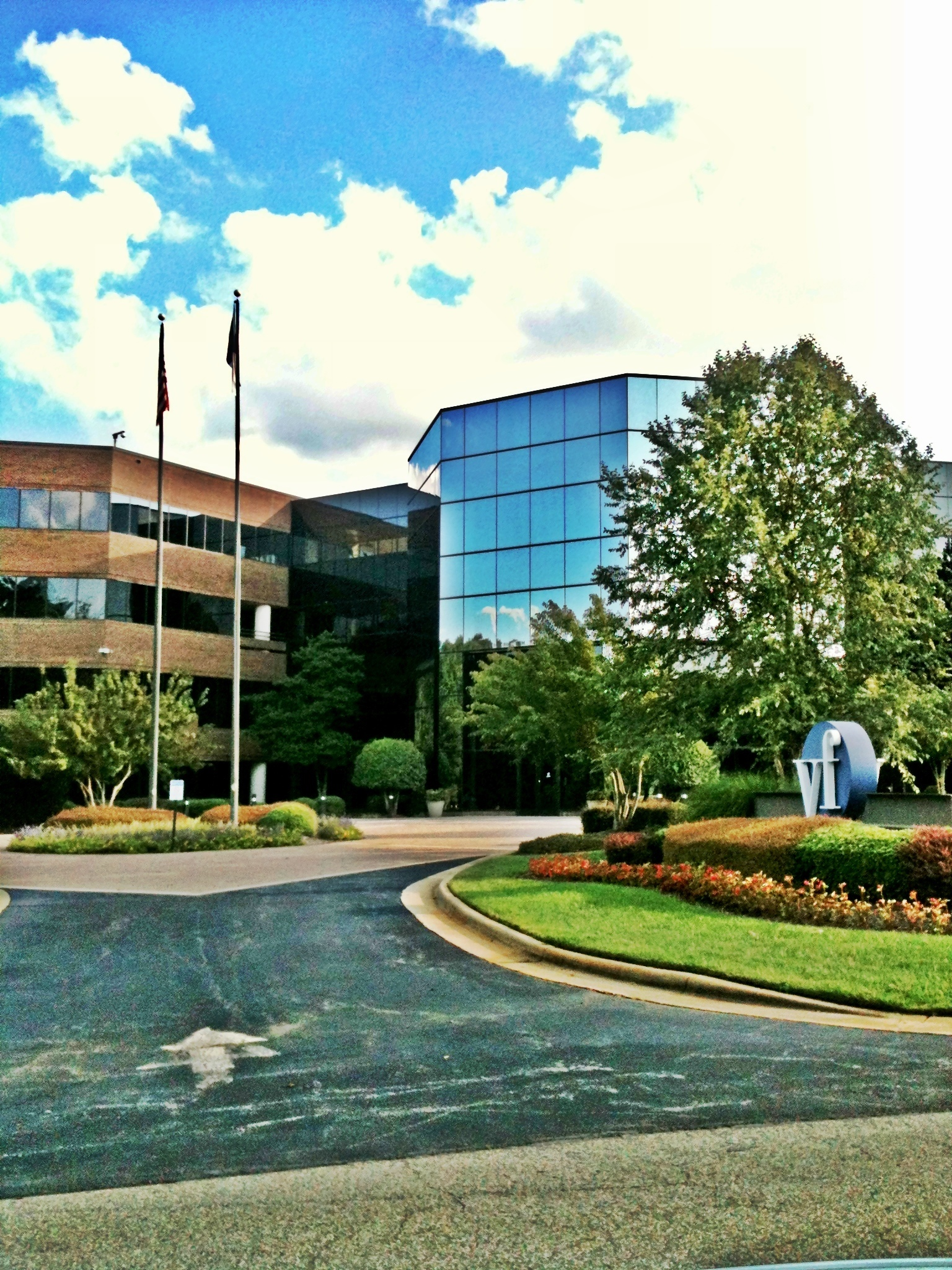
Бывшая штаб-квартира в Гринсборо (Северная Каролина)

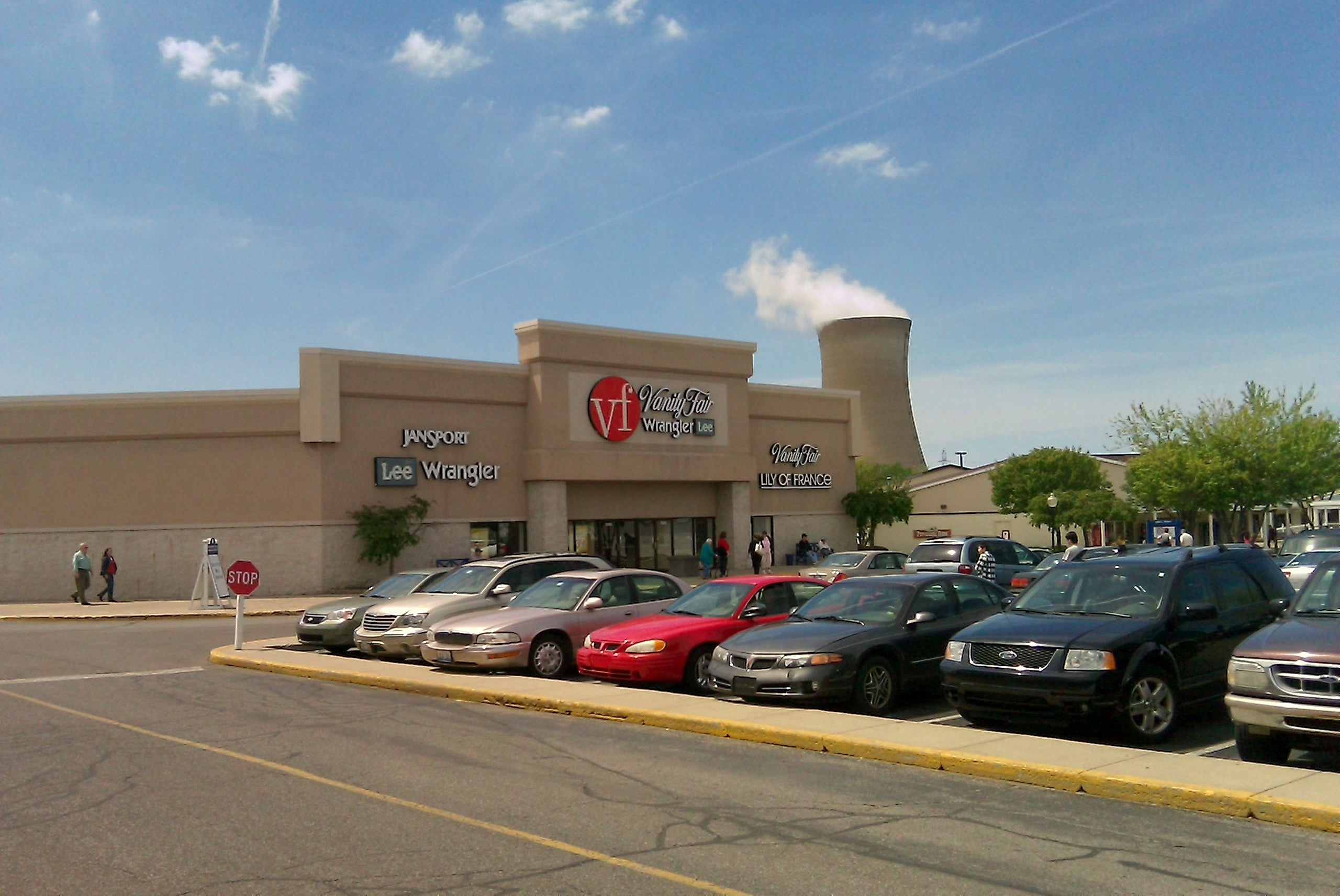
Аутлет VF в Мичиган-Сити (Индиана)

В 1995 году выручка VF Corporation достигла 5 млрд долларов, однако чистая прибыль по сравнению с предыдущим годом сократилась почти вдвое. До этого 80 % продукции производилось а США, но в конце 1995 года компания объявила о закрытии 9 фабрик и переносе производства в Мексику и страны Центральной Америки; также было создано совместное предприятие в китайской провинции Гуандун по пошиву джинсов. В 1996 году руководство перешло к Маки Макдональду (Mackey McDonald). В декабре 1997 года была создана дочерняя компания в Бразилии. В феврале 1998 года была куплена Bestform Group, производившая нижнее бельё под брендами Bestform, Exquisite Form, Lily of France, Josie, Natori и Oscar de la Renta. В июне 1998 года штаб-квартира была перенесена в Гринсборо (Северная Каролина). Основными приобретениями 2000 года были компании The North Face (верхняя одежда) и Eastpak (рюкзаки). Также в 2000 году было закрыто ещё 6 фабрик в Северной Америке, на которых в сумме работало 2700 человек. В 2001 году было закрыто сразу 30 фабрик с 13 тыс. рабочих; доля товаров, произведённых в США, сократилась до 15 %.
В 2004 году была куплена компания Vans, а также бельгийский производитель сумок и рюкзаков Kipling и итальянский бренд одежды Napapijri. В 2007 году подразделение нижнего белья было продано компании Fruit of the Loom. В 2007 году была куплена компания Majestic Athletic, производитель спортивной одежды; в 2017 году она была продана. В 2011 году была поглощена компания Timberland, включая дочернюю компанию по производству шерстяной одежды Smartwool. В 2017 году за 820 млн долларов была куплена компания Dickies. В 2018 году был куплен бренд обуви Altra Running. Также в 2018 году был куплен новозеландский производитель шерстяной одежды Icebreaker. В мае 2019 года подразделение джинсовой одежды было выделено в самостоятельную компанию Kontoor Brands; подразделению принадлежали бренды Lee, Wrangler и Rock & Republic. Также в 2019 году штаб-квартира VF Corporation была перенесена в Денвер (штат Колорадо). В 2020 году за 2,1 млрд долларов был куплен бренд уличной одежды Supreme.

## Собственники и руководство
Акции компании котируются на Нью-Йоркской фондовой бирже и в основном принадлежат институциональным инвесторам. По состоянию на 2025 год крупнейшими из них были Dodge & Cox (10,9 %), Vanguard Fiduciary Trust Co. (10,66 %), BlackRock Advisors LLC (10,12 %), PNC Investments LLC (9,67 %), Wells Fargo Bank NA (5,25 %). Около 17 % акций принадлежит семье Барби, в частности, Тодду Барби (Todd Barbey) — 5,19 %.
Руководство:
- Ричард Каруччи (Richard T. Carucci) — председатель совета директоров с декабря 2022 года; в прошлом был главным финансовым директором Yum! Brands.
- Брекен Даррел (Bracken Darrell) — президент и генеральный директор с июля 2023 года; до этого возглавлял компанию Logitech.

## Деятельность

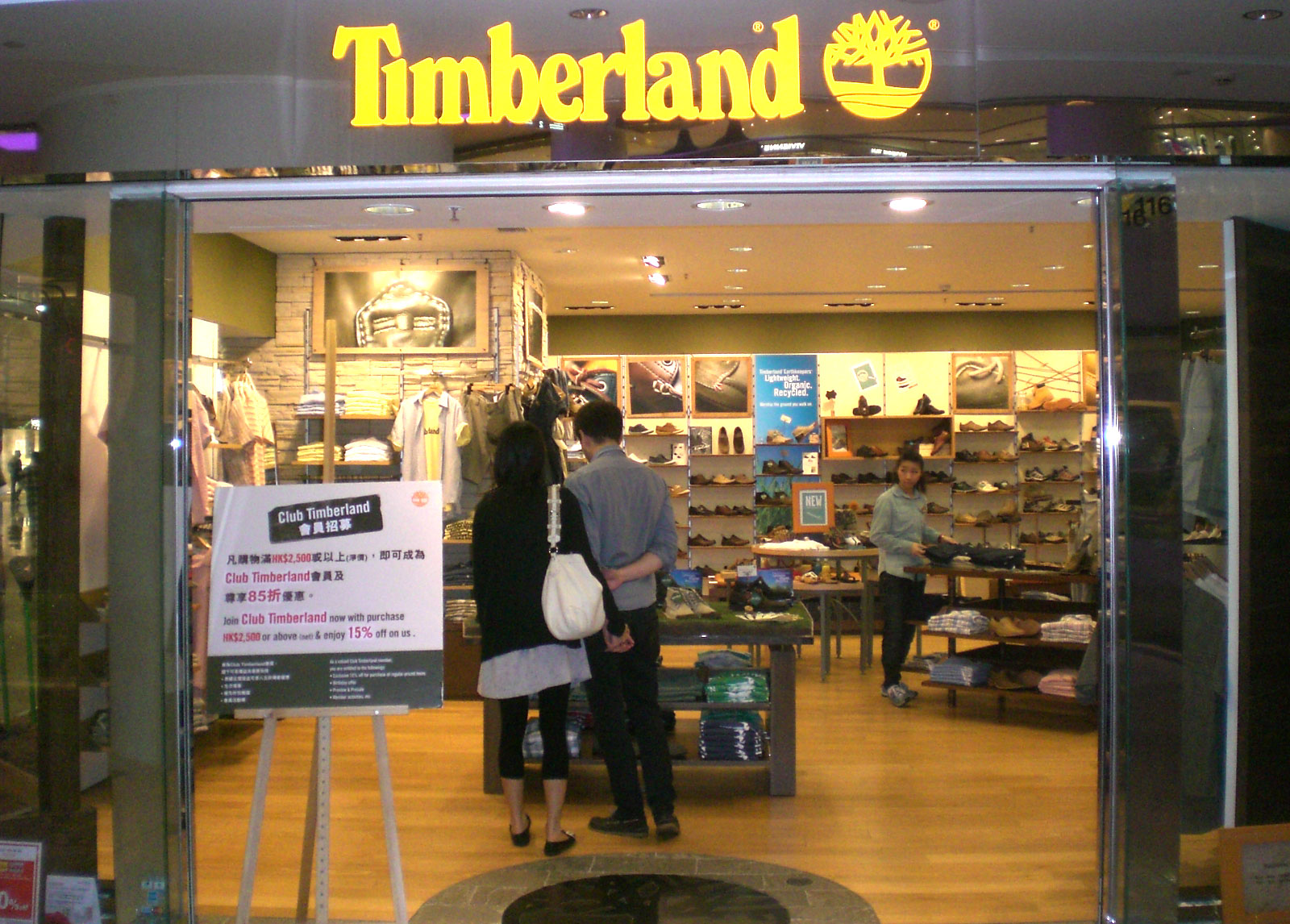
Магазин Timberland в торговом центре Пасифик-плейс (Гонконг)

VF Corporation занимается разработкой дизайна, маркетингом и продажей одежды, обуви, сумок, рюкзаков, туристического и спортивного инвентаря. Изготовление продукции осуществляют независимые контрактные производители.
Подразделения компании по состоянию на 2024 год:
- Outdoor — одежда, обувь и другие товары для туризма; бренды The North Face, Timberland, Smartwool, Altra, Icebreaker;
- Active — повседневная и спортивная одежда и обувь, сумки и рюкзаки; бренды Vans, Supreme, Kipling, Napapijri, Eastpak, JanSport;
- Work — рабочая одежда и обувь, в том числе защитная; бренды Dickies и Timberland PRO.

Выручка компании за 2023/24 финансовый год составила 10,45 млрд долларов, из них на Америку пришлось 52 %, на Европу — 33 %, на Азиатско-Тихоокеанский регион — 12 %. На собственную розничную сеть (1185 магазинов) и торговлю через интернет пришлось 47 % выручки, остальное принесла оптовая продажа розничным сетям. По доле в выручке основными брендами были The North Face ($3,673 млрд), Vans ($2,786 млрд), Timberland ($1,557 млрд) и Dickies ($618,4 млн).
В списке крупнейших компаний США Fortune 500 за 2024 год VF Corporation заняла 355-е место.